# Паланка
Паланката в рамките на Османската империя е малко укрепено място с обичайно предназначение за защита на мирното население от разбойнически нападения. Пазарно, занаятчийско и търговско селище; малък град или голямо село. Етимологията на думата се свързва италианското palanca (крепост с ограда) и латинското phalanx.
Първоначално до битката за Мохач, паланките били само укрепления служещи за защита от разбойнически нападения, като постепенно впоследствие се превърнали в малки населени места около ханове, т.е. странноприемници с коневръзи, т.е. места за смяна на конете. Възникнали по протежение на главните пътища в Румелия и в частност по Виа Милитарис.
Възникват в пограничните райони по време на австро-турските войни, но преди т.нар. Голяма турска война с въстанието на Карпош предназначението им е само за защита на мирното населението от хайдутите. След като военните действия се пренасят на османска територия на Балканите, съществуващите през 16 и 17 век паланки от края на 18 век и началото на 19 век постепенно губят първоначалния си облик и се превръщат в малки провинциални градчета с военизирано население.
Паланката била оградена с палисада, която често се подсилвала със зидове от речни камъни. Често отвъд укрепената ограда били изграждани земни насипи и ровове за допълнителна защита. После се появили чардаците и други архитектурни елементи, докато паланките не се превърнали в селища от градски тип, т.е. такива каквито ги познаваме и днес .
Думата е запазена в някои имена на населени места на Балканите, например Бела паланка в Сърбия, Крива паланка в Северна Македония или с.Бяла паланка, Сливенско (общ.Твърдица).